# For Life (canción)
«For Life» es una canción grabada por la boy band surcoreana EXO como sencillo para su quinto miniálbum del mismo nombre. El sencillo se publicó en dos idiomas: coreano y mandarín, respectivamente.

## Antecedentes y lanzamientos
Producido por Kenzie, Matthew Tishler y Aaron Benward, «For Life» se describe como una «balada lenta» con una dulce melodía de piano y un hermoso acompañamiento de cuerdas, con letras que tratan de mirar a una persona para el resto de la vida.

## Vídeo musical
Los vídeos en coreano y mandarín de «For Life» fueron publicados el 19 de diciembre de 2016. Dirigido por el cineasta Kim Seong Ho. En el vídeo musical aparecieron la actriz japonesa Nanami Sakuraba, junto a tres miembros EXO, Kai, Suho y Chanyeol. Según los miembros del grupo, el vídeo trata de la relación entre las EXO-L (fanes de EXO) y EXO.

## Posicionamiento en listas y ventas
| Lista (2016)       | Mejor posición |
| ------------------ | -------------- |
| Gaon Digital Chart | 7              |
| China V Chart      | 6              |

| Lista (2016)       | Mejor posición |
| ------------------ | -------------- |
| Gaon Digital Chart | 39             |

### Ventas
| Región        | Ventas  |
| ------------- | ------- |
| Corea del Sur | 215 231 |

## Premios

### Victorias en programas musicales
| Programa         | Fecha                   |
| ---------------- | ----------------------- |
| Music Bank (KBS) | 30 de diciembre de 2016 |